# Alfredo Galletti
Alfredo Galletti (Cremona, 13 maggio 1872 – Milano, 1º marzo 1962) è stato un critico letterario italiano.

## Biografia
Nel 1894 conseguì la laurea in Lettere all'Università degli Studi di Pavia. Nel 1902 insegnò come libero docente all'università di Firenze e poi, dal 1910 al 1914, a Genova e a Bologna, come titolare della cattedra di letteratura italiana e successore di Giosuè Carducci e Giovanni Pascoli. Nel 1925 firmò il «Manifesto degli intellettuali» di opposizione e protesta contro il fascismo. Dal 1935 fu ordinario di letteratura italiana all'Università Statale di Milano fino al 1943, quando fu arrestato per ordine del regime fascista.
I primi studi eruditi del Galletti riflettono la sua formazione positivistica. Le sue ricerche si rivolsero, fin dagli inizi (Studi di letterature straniere, 1903) ai rapporti tra la letteratura italiana e le letterature straniere dell'Ottocento, con particolare riguardo al germanesimo nella letteratura inglese (Studi di letteratura inglese, 1928). Da segnalare anche i suoi studi monografici su Giosuè Carducci, Giovanni Pascoli e Giovanni Berchet, nonché quelli dedicati ad Alessandro Manzoni (A. Manzoni: il pensatore e il poeta, 1927; Manzoni e il manzonismo, 1949). Nel 1947 fu nominato membro dell'Accademia dei Lincei.

## Contro l'estetica crociana
In quasi tutta l'opera critica del Galletti emerge chiara la sua avversione polemica, peraltro ereditata dall'insegnamento carducciano, nei confronti dell'estetica hegeliana e crociana. La disputa, «così accesa in molte pagine del critico, si ritrova anche nel volume Il Novecento (1935)», così come «in tutta l'opera del critico sempre rivolto, in nome della storia e della personalità, a contrastare l'estetica e l'idealismo».
Questo ampio volume, che conclude la collana vallardiana Storia letteraria d'Italia, subì critiche numerose e severe, riferite soprattutto agli ultimi capitoli, dove l'autore si oppone alla «novissima lirica» di poeti come Montale, Onofri, Quasimodo, Ungaretti, definendola come una nuova retorica che avrebbe spezzato i legami con la tradizione. Tra i giudizi più duri su quest'opera può essere citato quello di Giorgio Bàrberi Squarotti, il quale bolla Il Novecento del Galletti come un volume «anacronistico e incerto».
Tuttavia, a parte l'inclinazione alla polemica letteraria, al Galletti è stato riconosciuto il rigore etico supportato da una vasta e solida erudizione, nel solco del lavoro filologico.

## Opere
- Le teorie drammatiche e la tragedia in Italia nel secolo XVIII, Cremona, Fezzi, 1901.
- Odi ed elegie, Bologna, Zanichelli, 1903.
- Studi di letterature straniere, Verona, Fratelli Druker, 1903.
- Gerolamo Savonarola, Genova, Formiggini, 1912.
- Lirica e storia nell'opera di due poeti: G. Carducci e G. Pascoli, Bologna, Zanichelli, 1914.
- Saggi e studi, Bologna, Zanichelli, 1915.
- Mitologia e germanesimo, Milano, Treves, 1917.
- La poesia e l'arte di G. Pascoli, Roma, Formiggini, 1918.
- Previsioni e illusioni, Bologna, Cappelli, 1920.
- Poeti, poesia e storia, Milano, Edizioni Risorgimento, 1926.
- A. Manzoni: il pensatore e il poeta, in due volumi, Milano, Unitas, 1927.
- Studi di letteratura inglese, Bologna, Zanichelli, 1928.
- L'opera di G. Carducci: il poeta, il critico, il maestro, in due volumi, Bologna, Zanichelli, 1929.
- Teorie di critici ed opere di poeti, Firenze, Novissima editrice, 1930.
- Il Novecento (ultimo volume della Storia letteraria d'Italia), Milano, Vallardi, 1935.
- L'Eloquenza, Milano, Vallardi, 1939.
- Manzoni e il manzonismo, in Problemi e orientamenti critici, volume terzo, Questioni e correnti di storia letteraria, Milano, Marzorati, 1949.
- G. Berchet, in Studi su Berchet, a cura del Liceo «Berchet», Milano, Tipografia grafica, 1951.
- Natura e finalità della storia nel moderno pensiero europeo, Milano, Fabbri, 1953.
- Pagine di varia letteratura, Cremona, ed. Cremona nuova, 1956.